# Henriette Wolfskeel von Reichenberg
Henriette Antonia Albertine Freiin Wolfskeel von Reichenberg, verehelichte Freifrau von Fritsch, (* 1. Mai 1776 in Stuttgart; † 17. August 1859 in Thonberg) war Hofdame der Herzogin Anna Amalia von Sachsen-Weimar-Eisenach und eine Vertraute Johann Wolfgang von Goethes.

## Leben
Henriette Freiin Wolfskeel von Reichenberg entstammte der fränkischen Uradelsfamilie Wolffskeel. Sie wurde am 1. Mai 1776 als Tochter des württembergischen Hofkriegsratspräsidenten und Generals Johann Carl Albrecht Freiherr Wolfskeel von Reichenberg und Susanne Dorothea Freifrau Wolfskeel von Reichenberg, geborene Schellhaß Edle von Schellersheim, geboren. Sie war die Nichte des Kanzlers des Herzogtums Sachsen-Weimar-Eisenach, Christian Friedrich Freiherr Wolfskeel von Reichenberg. Am 17. Mai 1803 heiratete sie den späteren Staatsminister Karl Wilhelm Freiherr von Fritsch. Aus der Ehe gingen sechs Kinder, darunter der spätere Politiker Carl von Fritsch hervor. Henriette starb am 17. August 1859 in Thonberg.
Henriette Freiin Wolfskeel kam mit 17 Jahren als Hofdame der Herzogin Anna Amalia an den Hof nach Weimar. Dort fand sie schnell Eingang in die höfische und gelehrte Gesellschaft.
Als enge Vertraute der Herzogin Anna Amalia nahm sie bald an deren regelmäßig in Schloss Tiefurt stattfindenden Tafelrunde teil. Auch war sie Teil der von Luise von Göchhausen organisierten Zusammenkünfte, der sogenannten Freundschaftstage. Darüber hinaus gehörte Henriette Freiin Wolfskeel dem Cour d´amour, einem auf Anregung Goethes entstandenen Kreis an, dem sieben Paare der Weimarer Hofgesellschaft angehörten und die sich im Winter 1801/1802 regelmäßig in Goethes Haus versammelten. Weiterhin nahm Henriette Freiin Wolfskeel mehrfach an Aufführungen im Rahmen eines von Goethe mit geprägten Weimarer Liebhabertheaters teil.
Goethe nannte die in den Quellen als anmutig und schön beschriebene Henriette Freiin Wolfskeel vertraulich „Kehlchen“ und bezeichnete sie als „das allergefälligste Wesen, das ich je gekannt“ bzw. den „liebwürdigsten Stern unter Sternen“. Goethe verfasste durch Henriette Freiin Wolfskeel von Reichenberg inspiriert das ihr gewidmete Gedicht „Magisches Netz“.
Nach ihrer Heirat gab Henriette Freiin Wolfskeel ihre Stellung am Hofe Anna Amalias auf, blieb dem Fürstenhaus und der Gesellschaft aber weiterhin eng verbunden. Sie war Mitinitiatorin des 1815 gegründeten Patriotischen Instituts der Frauenvereine.